# Бругиоз
Бругиоз (Brugiosis) — нематодоз из группы филяриатозов, характеризующийся преимущественным поражением лимфатической системы. Относится к забытым болезням.

## Этиология и эпидемиология
Возбудитель нематода Brugia malayi (Brug, 1927). Длина самца 22—25 мм, толщина 0,09 мм, хвостовой конец спирально свернут, несет две неравные спикулы различной формы. Самки: длина до 60 мм, толщина до 0,2 мм. Известны два штамма паразита: с ночной периодичностью и ночной субпериодичностью.
Взрослые филярии паразитируют в лимфатических сосудах, микрофилярий — в кровеносных.
Болезнь распространена в странах Азии: Индии, Китае, Корее, Вьетнаме, на Филиппинах, в Малайзии, Таиланде, Индонезии.
В. malayi передаётся комарами-переносчиками Mansonia, Aiansonia, Anopheles и Aedes. Источником инвазии бругиозом с ночной периодичностью может служить только человек

## Патогенез

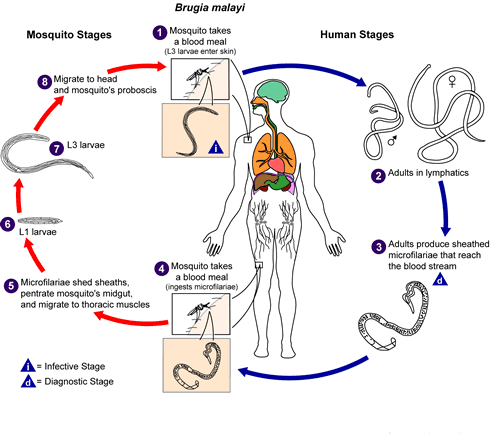
Жизненный цикл Brugia malayi.

Инкубационный период длится 2-3 месяца.
Начальным проявлением заболевания являются симптомы общей сенсибилизации и местные аллергические реакции: лихорадка, крапивница, кожный зуд, невралгии, воспаление лимфатических узлов. В более позднем периоде болезни (от 2 до 7 лет) могут развиться отёки кожи и подкожной клетчатки. Резко увеличиваются лимфатические узлы, появляются боли в животе, паховой области. На последней стадии болезни возможно развитие элефантиаза ног или половых органов, когда ноги ниже колена приобретают вид бесформенных глыб.
Особенностью бругиоза является то, что грануломатозный лимфангит и лимфаденит развиваются и на нижних, и на верхних конечностях.
Для обструктивной стадии болезни характерно развитие слоновости различных органов, но преимущественно нижних конечностей. Половые органы, в отличие от вухерериоза, поражаются крайне редко. Пораженный орган вследствие папилломатозных разрастании обезображивается, деформируется, достигает огромных размеров. Возникают трофические язвы, атрофия мышц. Ухудшение состояния наступает при присоединении вторичной флоры, когда появляются ознобы, «элефантоидная лихорадка».

## Лечение
Назначают ивермектин или диэтилкарбамазин, но дозы последнего меньше: на курс 30-40 мг/кг цитрата (или 15-20 мг/кг основания).